# イリヤ・サツケバー
イリヤ・サツケバー（Ilya Sutskever, 1986年12月8日 - ） は、機械学習を専門とするコンピューター科学者である。
サツケバーは、深層学習の分野において、いくつかの主要な貢献を果たしてきた。特に、アレックス・クリジェフスキーおよびジェフリー・ヒントンと共に、畳み込みニューラルネットワークであるAlexNetの共同発明者である。
なお、日本語ではイリア・スツケヴァーとも表記される。

## 解説
サツケバーは、OpenAIの共同設立者であり、以前は同社のチーフサイエンティストを務めていた。2023年に起きたサム・アルトマン解任騒動において、サツケバーはCEOのサム・アルトマンを解任したOpenAIの取締役会のメンバーの一人であった。アルトマンは1週間後に復帰し、サツケバーは取締役会を辞任した。2024年6月、サツケバーは、ダニエル・グロスおよびダニエル・レヴィと共に、Safe Superintelligence社を共同設立した。

## 幼少期と教育
サツケバーは、当時ソビエト連邦の一部であったロシアのニジニ・ノヴゴロド（当時はゴーリキーと呼ばれていた）で生まれ、5歳の時に家族と共にイスラエルに移住し、15歳までそこで暮らした。
サツケバーは、2000年から2002年までイスラエル・オープン大学に通った。その後、16歳のときに家族と共にカナダに移住し、オンタリオ州のトロント大学に通った。
サツケバーは、2005年にトロント大学で数学の理学士号を、2007年にコンピュータサイエンスの理学修士号を、そして2013年にコンピュータサイエンスの博士号を取得した。彼の博士課程の指導教官は、ジェフリー・ヒントンであった。
2012年、サツケバーは、ヒントンおよびアレックス・クリジェフスキーと共同でAlexNetを構築した。AlexNetの計算需要を満たすために、彼はオンラインで多くのGTX 580 GPUを購入した。

## 経歴と研究
2012年、サツケバーはスタンフォード大学のアンドリュー・ンのもとで約2か月間ポスドクとして過ごした。その後、トロント大学に戻り、ヒントンの研究グループからスピンオフしたヒントンの新しい研究会社DNNResearchに参加した。2013年、GoogleはDNNResearchを買収し、サツケバーをGoogle Brainの研究員として雇用した。
Google Brainでは、サツケバーはオリオール・ビニャルスおよびクォック・ヴィエット・レと協力してsequence-to-sequence学習アルゴリズムを作成し、TensorFlowの開発にも携わった。彼はまた、AlphaGoの論文の多くの共著者の一人でもある。
2015年末、サツケバーはGoogleを去り、新たに設立された組織OpenAIの共同設立者兼チーフサイエンティストとなった。
サツケバーは、ChatGPTの開発において重要な役割を果たしたと考えられている。2023年、彼はOpenAIの新しい「Superalignment」プロジェクトを共同で主導すると発表した。このプロジェクトは、4年以内に超知能のAIアライメント問題を解決しようとしている。サツケバーは、超知能がまだ遠い先のことのように思えても、この10年で実現する可能性があると述べている。
サツケバーは以前、OpenAIを統括する非営利団体の6人の取締役の一人であった。The informationは、サム・アルトマンの解任は、同社がAIの安全性にどの程度コミットすべきかについての対立が原因の一部であると推測した。取締役会直後の全社集会で、サツケバーはアルトマンの解任は「取締役会が義務を果たしたこと」であると述べたが、翌週にはアルトマンの解任に関与したことを後悔していると表明した。アルトマンの解任とグレッグ・ブロックマンの辞任により、3人の上級研究者がOpenAIを辞任した。その後、サツケバーはOpenAIの取締役会を辞任した。その後、彼はOpenAIのオフィスから姿を消した。一部の情報筋は、彼がチームをリモートで率いていると示唆したが、他の情報筋は、彼がもはやチームの仕事にアクセスできず、チームを率いることはできないと述べた。
2024年5月、サツケバーは、彼にとって「非常に個人的な意味を持つ」新しいプロジェクトに集中するために、OpenAIからの離脱を発表した。彼の決断は、リーダーシップの危機と、AI開発の方向性と調整プロトコルに関する内部論争によって特徴付けられた、OpenAIの激動の時期に続いた。超調整プロジェクトのもう一人のリーダーであるヤン・ライクは、数時間後にOpenAIのリーダーシップにおける安全性と信頼の低下を理由に離脱を発表した。
2024年6月、サツケバーは、ダニエル・グロスとダニエル・レヴィと共に設立した新しい会社、Safe Superintelligence Inc.を発表した。同社はパロアルトとテルアビブにオフィスを構えている。収益を生み出す製品をリリースするOpenAIとは対照的に、サツケバーは、新会社に関して「最初の製品は安全な超知能であり、それまでは他のことは何もしない」と述べた。
2024年9月、同社はAndreessen Horowitz、Sequoia Capital、DST Global、SV Angelなどのベンチャーキャピタルから10億ドルを調達したことを発表した。

## 受賞・講演等
- 2015年、MITテクノロジーレビューの35 Innovators Under 35に選出[47]。
- 2018年、Nvidia Ntech 2018[48]およびAI Frontiers Conference 2018[49]での基調講演。
- 2022年、英国王立協会のフェロー（FRS）に選出[50]。